# 学校法人大阪明星学園
大阪明星学園（おおさかめいせいがくえん）は、日本の学校法人。
東京都三鷹市にある学校法人明星学園（共学）とは関係はない。

## 概要
マリア会を母体とする学校法人は、大阪明星学園を含め、日本に4つ存在する。他の3つとは、東京都の暁星学園、長崎県の海星学園、北海道の札幌光星学園である。これらの学校法人は共通して、聖母マリアを象徴する「星」を法人名・学校名につけている。また、暁星学園から分離した学校法人として、晃華学園がある。

## 設置校
- 明星中学校・高等学校

### 姉妹校
- 暁星中学校・高等学校
- 暁星小学校
他に暁星幼稚園（男子校）を運営する。幼稚園については暁星中高のサイトを参照。
- 海星中学校・高等学校
- 札幌光星中学校・高等学校
- 晃華学園中学校・高等学校